# Amyttella pusillula
Amyttella pusillula är en insektsart som beskrevs av Max Beier 1965. Amyttella pusillula ingår i släktet Amyttella och familjen vårtbitare. Inga underarter finns listade i Catalogue of Life.